# Словесные названия российского оружия/К
Словесные названия российского оружия
А
Б
В
Г
Д
Е
Ё
Ж
З
И
К
Л
М
Н
О
П
Р
С
Т
У
Ф
Х
Ц
Ч
Ш
Щ
Э
Ю
Я
- «Кабан» — многоцелевой мишенный ракетный комплекс 96М6М
- «Кабарга» — корабельная ГАС миноискания МГ-99 для тральщиков
- «Кабина» — РЛК ПВО большой дальности (модернизированный П-80)
- «Кабрис» — авиационная бортовая индикационно-вычислительная система
- «Кавказ» — автоматизированная система управления 65С37
- «Кадмий» — РЛ-прицел авиационного вооружения (на Ту-80)
- «Кадр» — прибор управления артиллерийским танковым огнём 1А22
- «Кадр» — сбрасываемый контейнер для фотоплёнки на Су-24МР
- «Казак» — серия бронежилетов
- «Казарка» — РЛС разведки наземных целей
- «Казбек» — кресло для десантирования личного состава в БМД
- «Казбек» — катапультируемое кресло в КК Союз
- «Казбек» — большой морской танкер проекта 563
- «Казбек» — командная боевая система (терминал) СПРН «Око»
- «Казуар» — ночной стрелковый прицел НСПУ-3 (1ПН51)
- «Кайман» — семейство внедорожных/плавающих автомобилей
- «Кайра» — авиационная лазерно-телевизионная прицельная система
- «Кайра» — УКВ радиоприёмник Р-375
- «Кайра» — неакустический комплекс обнаружения подводных лодок МНК-300
- «Кактус» — корабельная РЛС МР-200
- «Кактус» — активная проводная охранная система
- «Кактус» — опытная баллистическая ракета Р-12У (8К63К) с КСП ПРО
- «Кактус» — комплект танковой динамической защиты
- «Кактус» — авиационная система РЭБ СПС-120
- «Кактус» — носимая УКВ радиостанция 21РТН-2-ЧМ
- «Кактус» — система управления двигателями мягкой посадки
- «Калам» — семейство армейских автомобилей ЗИЛ
- «Калибр» — корабельный противолодочный комплекс (91Р)
- «Калибр» — дозвуковая КР для стрельбы по наземным целям 3М-14 (3К14)
- «Калибр» — ракетный комплекс С-14 (3К-14) для ПЛ
- «Калибровщик» — самолёт для проверок работы аэродромных радиотехнических средств Ан-26 («Стандарт»)
- «Калибровщик» — самолёт летающая лаборатория (Ил-28)
- «Калина» — артиллерийский прицел ночной АПН-4
- «Калина» — ночной наблюдательный прибор ННП-20 (1ПН42)
- «Калина» — бортовое синхронизирующее устройство БСУ на КА «Янтарь»
- «Калина» — радиовысотмер А-080-01
- «Калитка» — электронно-оптический преобразователь
- «Калитка» — атомная глубоководная станция (батискаф) пр.10830 («Лошарик»)
- «Калкан» — артиллерийский разведывательный прибор АРП-1 (1Н11)
- «Калкан» — водомётный патрульный катер пр. 50030
- «Калуга» — большая подводная лодка проекта 877МПЛБ (Б-800)
- «Кальмар» — атомная подводная лодка проекта 667БДР [Delta-III]
- «Кальмар» — десантные катера на воздушной подушке проекта 1206 [Lebed] [Pelikan]
- «Кальмар» — авиационный прицельно-поисковый комплекс ППС 7071
- «Кальмар» — морской транспорт вооружений (транспорт-ракетовоз) проекта 1791Р (шифр «Кальмар-3»)
- «Кама» — РЛС 38Ж6
- «Кама» — аппаратура подготовки пуска ракеты Х-22
- «Кама» — РЛС/комплекс траекторных измерений
- «Кама» — 300-мм РСЗО 9К58-4
- «Кама» — авиационный бортовой связной КВ радиопередатчик Р-806 (РСБ-5)
- «Кама» — гидроакустическая станция звукоподводной связи МГ-1
- «Камбала» — реактивно-всплывающая противокорабельная мина КРМ
- «Камелия» — многомодовый оптический кабель
- «Камелия» — авиационная аварийная портативная УКВ радиостанция Р-855
- «Камера» — система контроля герметичности в КА
- «Камергер» — 115-мм БПС к пушке У-5ТС
- «Камчатка» — корабль освещения подводной обстановки КОПО проекта 10221
- «Кан» — ПТУР 9М117М для комплексов 9К116
- «Канадит» — ночной прицельный комплекс для стрельбы из автомата (1ПН73-2)
- «Канал» — ночной стрелковый прицел
- «Канал» — радиоприёмник Р-382П
- «Канарейка» — бесшумный стрелково-гранатомётный комплекс 6С1 «Канарейка»
- «Канат» — неконтактный взрыватель АЗ-Т-01 для 57-мм ОФС
- «Каноэ» — комбинированный аэродромный подвижный радиоузел Р-980
- «Кант» — радиолокатор с синтезированной апертурой
- «Кантата» — корабельный комплекс РЭП
- «Капля» — телефонная аппаратура уплотнения П-309
- «Капля» — неконтактный взрыватель для ПКР Х-31ПК
- «Капля» — радиовысотомер малых высот А-044
- «Капрал» — армейский мотоцикл
- «Капрал» — служебный пистолет ПСТ
- «Капсула» — самолёт воздушный командный пункт Ан-12БКК
- «Капустник» — АСУ самоходной артиллерии 1В127; 1В152
- «Каралон» — лазерный прибор разведки ЛПР-1 (1Д13)
- «Карандашик» — твердотопливная ракета Тополь-М
- «Карантин» — 300-мм реактивный снаряд с объёмно-детонирующей ГЧ (РСЗО «Смерч»)
- «Карат» — вертолётная КВ радиостанция
- «Карат» — корабельный цифровой вычислительный комплекс
- «Карат» — телевизионно-оптический визир 9Ш33А (ЗРК «Нева») 9Ш38 (ЗРК «Оса»)
- «Карат» — защитный комплект сапёра облегчённый ЗКСО
- «Каратель» — серия боевых ножей («Каратель» и «Антитеррор»)
- «Каратель» — бронеавтомобиль ГАЗ-29651
- «Каркас» — автоматизированная информационная система 83Т302
- «Кармин» — танковый комбинированный командирский прибор наблюдения ТКН-2
- «Карпаты» — авиационный бортовой комплекс обороны БКО-2 (Л-234)
- «Карпаты» — судоподъёмное судно пр. 530
- «Картаун» — 130-мм перспективная корабельная артиллерийская установка
- «Картечь» — 23-мм авиационная пушка Р-23М (опытная)
- «Карусель» — стабилизатор вооружения СВУ-500
- «Касание» — комбинированный ночной артиллерийский прицел
- «Касательная» — унифицированный командный пункт ЗРК 9С912 для подразделений ПВО СВ
- «Касатка» — вертолёт Ка-60
- «Касатка» — артиллерийский катер на воздушной подушке проекта 1238
- «Касатка» — корабельная система целеуказания
- «Касатка» — корабельная РЛС
- «Касатка» — корабельная навигационная система (космическая)
- «Касатка» — подводная лодка с КР пр. 651
- «Касатка» — корабельная система пожаротушения
- «Касатка» — ядерная авиабомба (РН-49)
- «Каскад» — РЛК МРК-50
- «Каскад» — боевой КА 17Ф111 с ракетным оружием (проект)
- «Каскад» — 50 литровый рюкзак
- «Каскад» — боевая информационно-управляющая система МВУ-100ПВ для ПЛ
- «Каста» — мобильная двухкоординатная радиолокационная станция дециметрового диапазона кругового обзора дежурного режима 35Н6
- «Кастет» — 40-мм ручной противопехотный гранатомёт РГМ-40
- «Кастет» — 100-мм артиллерийский КУВ 9К116 (9М117; ЗУБК10) для МТ-12
- «Катер» — корабельная УКВ радиостанция
- «Катран» — тепловизор
- «Катран» — корабельный КВ радиоприёмник Р-399А
- «Катран» — штурмовой нож
- «Катран» — ракетный катер проекта 20970
- «Катран» — средняя дизель-электрическая подводная лодка проекта 613Э с электрохимическими генераторами (ЭХГ) (экспериментальная)
- «Катюша» — РСЗО (реактивный миномёт) БМ-13
- «Каунас» — 220-мм тяжёлая огнемётная система ТОС-1А (24-х ствольная)
- «Каур» — унифицированный модуль КА-ретрансляторов
- «Кашалот» — подводные лодки проекта 1910 [Uniform]
- «Кашалот» — машина химической разведки
- «Кашалот» — гидроакустическая станция МГА-6 спасательных судов
- «Кашалот» — стационарный СДВ радиоприёмник Р-260
- «Кашалот» — корабельный КВ-УКВ радиоприёмник Р-680
- «Каштан» — 9-мм пистолет-пулемёт АЕК-919К
- «Каштан» — корабельный зенитный ракетно-артиллерийский комплекс (экспортный)[CADS-N-1]
- «Каштан» — прицел коллиматорный
- «Каштан» — комплекс средств автоматизации (5К99) пунктов наведения ИА ПВО
- «Каштан» — корабельная аппаратура громкоговорящей связи и трансляции П-400
- «Квадрат» — ЗРК (экспортный «Куб»)
- «Квадрат» — танковая навигационная аппаратура ТНА-3
- «Квадрат» — авиационная станция детальной РТР
- «Квакер» — ночные пассивные очки НПО-1 (1ПН63)
- «Квант» — морской комбинированный ЗРК (ПКР) (опытный)
- «Квант» — самолётный радиолокационный дальномер СРД-5М
- «Квант» — радиотехнический комплекс Э-700 для Як-44Э
- «Квант» — ракета-носитель (проект)
- «Квант» — система управления двигателями мягкой посадки
- «Кварк» — корабельная КВ радиостанция Р-603
- «Кварта» — ИК-трансмиссиометр 1ПН89
- «Квартал» — тактический ранец М52-С
- «Квартет» — автоматизированная пусковая установка 9П163-2 для ПТРК «Корнет»
  - «Квартет-М» — автоматизированная пусковая установка 9П163-2М для ПТРК «Корнет»
- «Кварц» — портативная КВ радиостанция
- «Кварц» — система защиты
- «Кварц» — авиационная аппаратура управления катером-мишенью
- «Кварц» — цифровая автоматизированная система слежения за полётом ИСЗ
- «Квиток» — авиационная спутниковая система дальней навигации А-723
- «Кедр» — 9-мм пистолет-пулемёт ПП-91
- «Кедр» — переносная и возимая КВ радиостанция Р-104М
- «Кедр» — авиационный малогабаритный цифровой комплекс РЭП
- «Кедр» — ПЛ пр. 985 (проект)
- «Кедр» — авиационная бортовая аварийная КВ радиостанция Р-850
- «Кедр» — резервный ПУС ПКР «Щука»
- «Кедр» — средний танк Т-64А (об.434) («Редут»)
- «Кедрач» — комплекс автономного метрологического обслуживания космических средств 14Б328
- «Кемь» — гидроакустический лаг ЛА-3
- «Кентавр» — парашютная посадочная система
- «Кентавр» — абонентский комплекс боевого управления (МВУ-300)
- «Керамика» — торпедная аппаратура самонаведения
- «Кернер» — 30-мм боеприпасы к 2А42
- «Кетмень» — корабельный трал СИУ
- «Керчь» — корабельная ГАС для ПЛ МГК-100
- «Керчь» — корабельная РЛС МР-700?
- «Кефаль» — ПЛ пр. 675МКВ [Echo-II]
- «Кефаль» — ПЛ пр. 690 [Bravo]
- «Кефаль» — аппаратура оперативной командно-диспетчерской связи 15Э1345
- «Киберскан-3000» — магнитомер-бомбоискатель
- «Кивач» — корабельная РЛС
- «Кивер» — защитный бронешлем
- «Киев» — эскадренный миноносец пр. 48
- «Киль» — корабельная РЛС МР-510
- «Кинетика» — полевая волоконно-оптическая система передачи данных П-336
- «Кинжал» — корабельный ЗРК 3К95 [SA-N-9 Gauntlet]
- «Кинжал» — авиационная подвесная РЛС
- «Кинжал» — авиационный гиперзвуковой ракетный комплекс
- «Кипарис» — 9-мм пистолет-пулемёт ОЦ-02 (ТКБ-0217)
- «Кипарис» — шлюпочная аварийно-связная радиостанция КВ диапазона (Р-608)
- «Кипарис» — ПУС ПКР КСЩ на эсминцах пр. 56Э
- «Кипарис» — периметральный линейно-заградительный датчик
- «Кираса» — семейство бронежилетов и бронешлемов
- «Киров» — лёгкий крейсер пр. 26
- «Кировец-2» — опытная тяжёлая противотанковая самоходно-артиллерийская установка ИСУ-152 образца 1945 года
- «Кировоград» — огнемётная машина
- «Кит» — ПЛ пр. 627 и 627А [November]
- «Кит» — настольный армейский КВ радиоприёмник Р-250
- «Кит» — корабельная УКВ радиостанция скрытой направленной связи Р-622
- «Кит» — 650-мм противокорабельная торпеда 65-76
- «Кит» — опытный самолёт ВВП
- «Кит» — транспортный самолёт Ан-8
- «Китобой» — ЗРК 9К35М3 (Стрела-10М3) [SA-13 Gopher]
- «Китолов» — 120/122-мм артиллерийский КУВ К122 (КМ-3)
  - «Китолов-2» — 120-мм артиллерийский управляемый снаряд к 2С9, 2С23 и 2С34
  - «Китолов-2М» — 122-мм артиллерийский управляемый снаряд к Д-30 и 2С1
- «Клаб» — экспортная КР 3М-54Э (Club)
- «Класс» — бронежилет
- «Клевер» — корабельная аппаратура подготовки пуска КР Метеорит
- «Клевок» — многоцелевой ПТРК («Гермес»)
- «Клещ» — противотанковая мина
- «Клещевина» — 203-мм специальный (ядерный) снаряд для пушки 2С7
- «Клён» — авиационный лазерный дальномер/станция наведения
- «Клён» — машина управления огнём артиллерийской батареи (1В18; 1В19)
- «Клён» — авиационная бортовая командная УКВ радиостанция Р-800 (РСИУ-3)
- «Клён» — система защиты
- «Клён» — неконтактный взрыватель на Х-31ПК
- «Клён» — система управления оружием на катерах проекта 183
- «Клён» — сигнализационная система обеспечения охраны госграницы С-100
- «Клёст» — проект БПЛА
- «Кливер» — одноместный боевой модуль для боевых машин ТКБ-799
- «Кливер» — корабельная РЛС МР-500
- «Климат» — инфракрасный радиометр
- «Клин» — 9-мм пистолет-пулемёт ПП-9
- «Клин» — танковый прицел
- «Клин-1» — роботизированный комплекс, разработанный и изготовленный специально для ликвидации последствий аварии на Чернобыльской АЭС в составе Объект 032 и Объект 033
- «Клинок» — корабельный ЗРК (экспортный «Кинжал») [SA-N-9 Gauntlet]
- «Клипер» — перспективный многоразовый космический корабль
- «Клистрон» — авиационная радиотехническая система ближней навигации А-324
- «Клот» — АСУ ВДВ
- «Клюква» — авиационный наземный возимый КВ радиоприёмник Р-873
- «Клюква» — ручной противотанковый гранатомёт РПГ-28
- «Ключ» — аппаратура ЗАС Т-600
- «Ключ» — взрывное устройство для вскрытия дверей
- «Клякса» — зимний маскировочный костюм
- «Коалиция» — опытная 152-мм двухорудийная САУ 2C35
- «Кобальт» — авиационная РЛС обзора земной поверхности
- «Кобальт» — авиационная РЛС наведения ПКР К-1М
- «Кобальт» — 9-мм револьвер РСА (ОЦ-01)
- «Кобальт» — КА детальной фоторазведки 17Ф117 («Янтарь-4КС2»)
- «Кобра» — теплопеленгатор
- «Кобра» — 160-мм танковый управляемый реактивный снаряд
- «Кобра» — прибор управления артиллерийским танковым огнём 1А23
- «Кобра» — коллиматорный прицел
- «Кобра» — проект ПТРК
- «Кобра» — 9-мм пистолет-пулемёт скрытного ношения ПП-90М
- «Кобра» — 125-мм танковый КУВ 9К112 [AT-8 Songster]
- «Кобра» — универсальный боевой модуль для бронетехники
- «Кобчик» — прибор ночного вождения
- «Ковбой» — защитный комплект 6Б15 для экипажей БТТ
- «Кодак» — корабельная РЛС КРМ-66
- «Кодер» — авиационный «чёрный ящик»
- «Кожимит» — корабельная станция ТВ управления
- «Козлик» — опытный автоматический гранатомёт ТКБ-0134
- «Кокон» — ПТУР 9М114 («Штурм»)
- «Кола» — корабельная шумопеленгаторная станция МГ-10М
- «Колеоптер» — морской ЗРК М-31 (опытный)
- «Колибри» — очки ночного видения
- «Колибри» — 324-мм авиационная противолодочная торпеда
- «Колибри» — неконтактный радиовзрыватель
- «Колибри» — БПЛА тактической разведки
- «Колибри» — полевая система тестирования ИК-приборов
- «Колибри» — радиовысотомер малых высот А-052
- «Колокол» — 120-мм осветительная мина
- «Колокольчик» — портативное радиоприёмное устройство Р-397ЛК-3
- «Колонка» — корабельный прибор управления стрельбой
- «Колос» — 30-мм семиствольный ПЗРК с НАР
- «Колос» — танковый комплекс оптико-электронного подавления
- «Колпак» — бронешлем
- «Колчан» — корабельная система управления стрельбой (экспериментальная)
- «Колчан» — корабельный ЗРК 3М-95М
- «Колчан» — ракета для ЗРК «Тор»
- «Колье» — тепловизионный прицел 1ПН81
- «Кольцо» — РЛС с кольцевой фазированной антенной решёткой
- «Кольцо» — комплекс РЭБ МП-152
- «Кольцо» — калибровочный КА 17Ф115
- «Кольцо» — ракетно-космический комплекс (проект)
- «Кольчуга» — бортовой комплекс защиты вертолётов
- «Кольчуга» — автоматизированная станция пассивной радиотехнической разведки
- «Колывань» — кассетная противодесантная мина
- «Комар» — оперативный БПЛА ПС-01
- «Комар» — аварийная радиостанция Р-855
- «Комар» — инфракрасная ГСН на ракете Р-60
- «Комар» — авиационная бортовая РЛС
- «Комар» — турельная установка для ПЗРК «Игла» (экспортная «Гибка»)
- «Комар» — серия ракетных катеров пр. 183Р
- «Комбат» — 125-мм противотанковая управляемая ракета (КУВ)
- «Комбат» — армейский бронированный автомобиль Т-98
- «Комдив» — MIPS-совместимый процессор разработки НИИСИ РАН
- «Комета» — авиационный бортовой КВ приёмник Р-876
- «Комета» — подвижный пункт радиоконтроля Р-452ПС
- «Комета» — противокорабельная авиационная крылатая ракета КС-1 [AS-1 Kennel]
- «Комета» — стабилизатор танкового вооружения 2Э15 (на Т-62А)
- «Комета» — КА фоторазведки 11Ф660 («Янтарь-1КФ»)
- «Комета» — комплекс буксируемой воздушной мишени
- «Коминтерн» — средний артиллерийский тягач
- «Компас» — ночной бинокль
- «Компас» — малый космический аппарат
- «Компарус» — автоматизированная радиотехническая система управления космическими аппаратами
- «Комплект» — 5,45/7,62/9-мм стреляющий нож ОЦ-54
- «Комплекс» — артиллерийская РЛС
- «Комплекс» — радиорелейная станция связи и оповещения Р-413
- «Компонент» — гирогоризонт
- «Комсомолец» — малый торпедный катер проекта 123 (С-505)
- «Комсомолец» — гусеничный бронированный артиллерийский тягач Т-20
- «Комфорт» — тканевый бронежилет скрытого ношения
- «Конверсия» — ракета-носитель РС-20К на базе Р-36М («Днепр»)
- «Конденсатор» — 406-мм самоходная пушка СМ-54 (2А3)
- «Конденсатор» — 406-мм специальный (ядерный) выстрел
- «Конденсатор» — прицел АУ АК-100;-176
- «Конденсор» — система наведения корабельного орудия АК-130,-176
- «Кондор» — КАБ УБ-5000Ф
- «Кондор» — тепловая пассивная ГСН
- «Кондор» — вертолётонесущий противолодочный крейсер проекта 1123 (Москва) [Moskva]
- «Кондор» — быстроходный патрульный катер
- «Кондор» — подводная лодка проекта 945А [Sierra-II]
- «Кондор» — КА оптико-электронной разведки
- «Кондор» — система управления движением КА («Янтарь»)
- «Кондор» — авиационная противолодочная ракета АПР-1
- «Кондор» — радиовзрыватель Е-802М для ЗУР 5В17
- «Коневец» — научно-исследовательские корабли проекта 13303М[1]
- «Конкурс» — носимо-возимый ПТРК 9К111-1 («Гобой») [AT-5 Spandrel]
- «Конотоп» — танковый тренажёр
- «Консоль» — контрольно-ремонтная автомобильная станция 1Р19 комплекса «Автобаза»
- «Консул» — глубоководный подводный аппарат
- «Контакт» — комплект танковой динамической защиты
- «Контакт» — авиационно-ракетный комплекс 30П6 перехвата ИСЗ (МиГ-31Д, ПСК 79М6)
- «Контакт» — радиотехническая система сближения и стыковки для КК
- «Контейнер» — загоризонтная радиолокационная станция 29Б6
- «Контраст» — комплект тепломаскировочной защиты бронетехники
- «Контроль» — информационно-навигационная система 14Ц831 и 14Ц834 («Контроль-2Д»)
- «Контур» — РЛС артиллерийской разведки СНАР-6 (1РЛ121) [Pork Trough]
- «Контур» — семейство авиационных бортовых метеонавигационных РЛС под общим названием Контур-10 (серия изделий типа А-813). Широко применяется на ряде новых самолётов и вертолётов, также может монтироваться на замену старых МНРЛС серии Гроза. В н.в. в серийном производстве РЛС Контур-10Ц 4 и 5 сер.
- «Контур» — прибор для переноса изображений объектов с мелкомасштабных снимков на топокарты ПСМ-1
- «Конус» — подвижный радиовысотомер ПРВ-10 (1РЛ12) («Гиацинт»)
- «Конус» — семейство радиоволновых средств обнаружения для помещений
- «Конус» — тренажёр ПЗРК
- «Конус» — корабельная антенна
- «Конус» — авиационная система дозаправки топливом на МиГ-15бис
- «Конус» — авиационный радиодальномер СРД-1М
- «Координата» — авиасбрасываемый гидроакустический буй
- «Копьё» — авиационная прицельно-поисковая система
- «Копьё» — 73-мм станковый противотанковый гранатомёт СПГ-9 (6Г6)
- «Копьё» — танковый неуправляемый реактивный снаряд
- «Копьё» — баллистическая ракета 11Ж35 (проект)
- «Копьё» — 23-мм орудие (опытное)
- «Кора» — корабельное антенно-фидерное устройство К-688-К для ПЛ
- «Кора» — серия бронежилетов
- «Коралл» — проект танкового КУВ
- «Коралл» — авиационная бортовая аварийная КВ радиостанция Р-851
- «Коралл» — корабельная станция постановки радиолокационных помех
- «Коралл» — корабельный разведывательный комплекс
- «Коралл» — авиационная бортовая станция А-321 радиотехнической системы ближней навигации
- «Коралл» — корабельная РЛС
- «Кораблестроение» — понтонный парк ПП-2005 на шасси Урал-532361/62 (вместо КамАЗ-63501)
- «Корвет» — корабельная радиолокационная система управления
- «Корвет» — ТРС станция Р-133
- «Корвет-Севан» — СУО корабельного ЗРК «Волхов»
- «Корд» — 12,7-мм пулемёт (6П50)
- «Корд» — система обеспечения безопасности полёта на РН Н-1
- «Кордон» — командный пункт отдельного батальона РЭБ
- «Кордон» — аэростатный комплекс наблюдения и связи
- «Кордон» — травматический пистолет («Стреляющий кулак»)
- «Корень» — корабельная БИУС МВУ-201;-202
- «Корзина» — механизм заряжания на танках Т-64/Т-80
- «Корма» — приставка МРК-57 к РЛК «Каскад»
- «Корнет» — ПТРК 9К129 [АТ-14 Spriggan], а также тепловизионный прицел к нему
  - «Корнет-Д» — самоходный ПТРК на шасси ВПК-233116\ВПК-233136 «Тигр-М»
    - «Корнет-Д1» — опытный самоходный ПТРК на шасси БМД-4М
    - «Корнет-ЭМ» — экспортная модификация комплекса «Корнет-Д»

  - «Корнет-П» — возимо-переносной ПТРК 9К129
  - «Корнет-С» — самоходный ПТРК 9К128 на шасси БМП-3 с двумя ПУ
  - «Корнет-Т» — самоходный ПТРК 9К128-1 на шасси БМП-3, БТР-80 с двумя ПУ
  - «Корнет-Э» — экспортная модификация комплекса «Корнет»
- «Коррида» — станция радиоконтроля и радиотехнической разведки СРКР-2 (2АРК20)
- «Корсар» — сторожевой корабль проекта 11541 (экспортный вариант корабля «Ястреб» проекта 11540)
- «Корсар» — опытный ракетный катер проекта 206ЭР (Р-44)
- «Корсар» — ПТРК Р-3
- «Корсар» — разгрузочный плавающий бронежилет
- «Корсар» — средний разведывательный дистанционно-пилотируемый летательный аппарат малой дальности
- «Корт» — боевая машина разминирования БМР-3
- «Кортик» — корабельный зенитный ракетно-артиллерийский комплекс 3К86 (3М87) [SA-N-11 Grisom] [CADS-N-1]
- «Кортик» — аппаратура засекреченной телеграфной связи Т-205
- «Корунд» — рейдовый минный тральщик пр. 1258 (кодовое обозначение НАТО — «Yevgenya Class Minesweeper»)
- «Корунд» — самоходный гидроакустический имитатор ПЛ МГ-44
- «Корунд» — стационарный КА системы боевого управления РВСН
- «Корунд» — многофункциональное телеграфное устройство
- «Корунд» — бронежилет
- «Корунд» — станция спутниковой радиосвязи Р-443
- «Корчага» — полевая опреснительная станция
- «Коршун» — корабельный ЗРК на крейсерах проекта 1144 (опытный)
- «Коршун» — авиационная противокорабельная ракета
- «Коршун» — авиационный радиогидроакустический противолодочный поисково-прицельный комплекс (ППК)
- «Коршун» — самолёт дальней противолодочной обороны Ту-142МК (с ППК «Коршун»)
- «Коршун» — ракета-мишень
- «Коршун» — боевая разведывательная машина БРМ-1К
- «Коршун» — авиационный радиолокационный прицел
- «Коршун» — авиационная наземная подвижная радиостанция Р-839
- «Коршун» — ударный БПЛА Ту-300 (проект)
- «Коршун» — АСУ КСППО на ПЛАРК
- «Коршун» — перспективный ракетный комплекс
- «Коршун» — опытный противолодочный ракетный комплекс
- «Коршун» — 250-мм тактический ракетный комплекс 2К5
- «Коршун» — боевая машина пехоты БМП-1 (об.765)
- «Коршун» — опытные 240-мм РСЗО 2П5 и 8Б51
- «Коршун-Кайра» — авиационный поисково-прицельный комплекс
- «Косинус» — система централизованного электропитания подводных лодок проекта 955 «Борей»
- «Космос» — ракета-носитель
- «Космос» — серия космических аппаратов
- «Космос» — авиационная система слепой посадки
- «Космос» — самолёт Ил-76МДК
- «Космоплан» — проект противоспутниковой системы
- «Космополис» — многоразовая авиационно-космическая система М-55Х
- «Космотэн» — станция оптического слежения
- «Костёр» — 40-мм подствольный гранатомёт ГП-25 (6Г15)
- «Кочевник» — дульный тормоз-компенсатор ДТК-4
- «Кочкарь» — АСУ командного пункта тактического соединения войск ПВО страны
- «Кошка» — насадка ОЦ-06 для карабина КС-23, позволяющая забрасывать верёвку с крюком-кошкой
- «Краб» — комплекс боевого управления зенитной ракетной бригадой К-1 (9С44)
- «Краб» — магистральный радоприёмный комплекс
- «Краб» — траекторно-измерительный комплекс
- «Краб» — корабельная станция постановки активных помех
- «Краб» — управляемая авиабомба СНАБ-3000
- «Краб» — комплект для управляемого противопехотного минного поля
- «Краб» — взрыватель морской мины
- «Краб» — противокорабельная мина
- «Краб» — морской водолазный бот проекта 535М
- «Краб» — обрывное средство обнаружения с определением расстояния до места обрыва
- «Крапива» — корабельный комплекс устройств громкоговорящей связи П-408
- «Красавица» — корабельный комплекс аппаратуры трансляции командных и вещательных передач П-407
- «Красная звезда» — ракетоплан Ту-136 (проект)
- «Краснополь» — 152/155-мм артиллерийский КУВ 2К25
  - «Краснополь-155» — 155-мм управляемый снаряд К155 (КМ-1)
  - «Краснополь-М» — 152-мм управляемый снаряд 3ОФ39М
  - «Краснополь-М2» — 155-мм управляемый снаряд К155М (КМ-2)
  - «Краснополь-Д» — 152-мм управляемый снаряд
- «Красуха» — станция радиоэлектронной борьбы 1Л269
- «Кратер» — мобильная система топопривязки на ОТРК «Точка»
- «Кратер» — авиационная система управления ракетным оружием
- «Креветка» — авиационный наземный возимый ДВ-СВ радиоприёмник Р-880М
- «Кредо» — РЛС наземной разведки ПНСР-5 (1РЛ133)
- «Крейсер» — лазерный дальномер ЛДМ-1 (в АУ «Рой»)
- «Кремний» — авиационная система опознавания «свой-чужой» изд. 020
- «Кремний» — авиационная радиосистема дальней навигации (РСДН) А-711
- «Кремница» — радиостанция внутриаэродромной связи Р-838К; КН
- «Крестец» — комплекс авиационных бортовых связных ДКМВ радиостанций Р-805К
- «Кречет» — низкоуровневая телевизионная камера
- «Кречет» — тяжёлый авианесущий крейсер проекта 1143/11433 [Kuril]
- «Кречет» — авиационно-ракетный комплекс с МБР (проект)
- «Кречет» — противокорабельная мина
- «Кречет» — космический скафандр
- «Крильон» — станция радиотехнической разведки СРТР-Д (1РЛ253) дециметрового диапазона волн комплекса «Сахалин»
- «Криптон» — авиационный радиолокационный прицел ПРС-4
- «Криптон» — средства криптографической защиты данных
- «Криптоплата» — аппаратно-программное средство шифрования и имитозащиты М-523
- «Кристалл» — корабельная станция спутниковой связи для надводных кораблей Р-792
- «Кристалл» — электропривод наведения орудия 1ЭЦ10М для БМП-1 и БМД-1
- «Кристалл» — танковый ночной прицел ТНП-3-42
- «Кристалл» — радиовысотомер малых высот РВ-2
- «Кристалл» — станция спутниковой связи Р-440
- «Кристалл» — аппаратура внутрикорабельной связи между БП
- «Кристалл» — модуль ОКС «Мир»
- «Кристалл» — семейство энергетических установок с ЭХГ для ПЛ
- «Кристалл» — противоградовая система (ТКБ-0183)
- «Кристалл» — кодировочная машина К-37
- «Критик» — комплекс автоматизированного управления спутниковой связи 15Э1862
- «Крокус» — космический комплекс обнаружения стартов МБР
- «Крокус» — система отображения информации с СПРН «Око»
- «Кромка» — опытный ПТРК
- «Крона» — радиооптический комплекс распознавания космических объектов
- «Крона» — радиовысотомер больших высот РВ-18
- «Крона» — сборное сооружение с раздвижной крышей 15У182 для ПГРК «Пионер» и «Тополь-М»
- «Крона» — сеть маскировочная
- «Кронштадт» — автоматизированный комплекс воздушной разведки
- «Кронштадт» — тяжёлый крейсер проекта 69
- «Кроссинг» — ботинки с высокими берцами
- «Крот» — опытная баллистическая ракета Р-12У (8К63Кр) с КСП ПРО
- «Крот» — КВ радиоприёмник
- «Круг» — стационарная пеленгационая КВ станция
- «Круг» — зенитный ракетный комплекс 2К11 [SA-4 Ganef]
- «Круг» — станция возвратно-наклонного зондирования ионосферы (станция определения трассы), один из стационарных объектов загоризонтной РЛС 5Н32 Дуга и Дуга-2
- «Кругловращение» — мобильный комплекс очистки и консервирования воды МККВ-400 для инженерных войск производительностью 400 бутылок в час (0,4 м³) на шасси Урал-532361/62
- «Крылатый» — высокоскоростной сторожевой катер пр.125 [Pchela]
- «Крыло» — комплекс беспилотной разведки с БПЛА «Перо»
- «Крым» — АСУ контроля воздушного пространства
- «Крым» — система управления радиовзрывателями ракет 9-ЖБ-920
- «Крым» — телевизионная головка самонаведения 9-ЖБ-820 на авиабомбах КАБ-500Кр, КАБ-500Кр-У, К05
- «Крюк» — 105-мм реактивная граната РПГ-30 (7П53)
- «Ксенон» — корабельная навигационная РЛС[2]
- «Ксенон» — авиационная РЛС наведения
- «Куб» — ЗРК 2К12 [SA-6 Gainful]
- «Куб» — авиационная станция детальной РТР
- «Куб» — высокоточный беспилотный летательный аппарат разработки компании ZALA
- «Кубрик» — самолёт Ан-12Б с ИК аппаратурой/летающая лаборатория
- «Кудесник» — самолёт Ил-22ВЗПУ (летающий командный пункт)
- «Кузнечик» — мобильный робототехнический комплекс МРК-2
- «Кузнечик» — телевизионная система наблюдения за ближней надводной обстановкой МТ-45 для надводных кораблей
- «Кузов» — аппаратная каналообразования П-266К
- «Кукла» — костюм для спецподразделений
- «Кукушка» — радиолокационная мишень 5-ОП-517
- «Кулик» — противодиверсионный катер пр. ПВ1415 (модификация «Фламинго»)
- «Кулик» — автомобильная КВ радиостанция для связи с разведгруппами Р-357М
- «Кунашир» — анализатор радиотехнических сигналов для станции РТР «Сахалин»
- «Куница» — ракета-мишень РМ-205
- «Куница» — 140-мм реактивный снаряд М-14-Д (дымовой)
- «Куница» — Радиометр-пеленгатор
- «Купол» — мобильная станция обнаружения и целеуказания 9С18 (ЗРК «Бук»)
- «Купол» — общее название аналогово-цифровых прицельно-навигационных пилотажных комплексов самолётов ВТА Ан-22, Ил-76 и Ан-124 (К-22, К-76 и К-124 соотв.)
- «Купол» — радиолокационный комплекс МРК-58
- «Купол» — РЛС 1РЛ135
- «Курган» — наземный РЛК
- «Курганец-25» — перспективная средняя гусеничная платформа
- «Курс» — система сближения для КК 17Р64-03
- «Курс» — авиационная навигационно-посадочная система
- «Курс» — авиационная РЛС поиска надводных целей СПРС-1
- «Курс-1» — ЭВМ КСА 5Н93М РТВ ПВО
- «Курс» — гирокомпас
- «Курс-Стрела» — система автоматического кораблевождения ПЛ
- «Курточка» — подводный буксировщик боевых пловцов
- «Курьер» — подвижный грунтовый ракетный комплекс 15П159 с малогабаритной МБР РСС-40 [SS-X-28]
- «Куст» — аппаратура РТР для КА «Зенит-2»
- «Кушетка-Б» — командно-штабные машины серии Р-149 на базе БТР-80 (Р-149БМРА), МТ-ЛБу (Р-149БМРг) и БТР-Д (Р-149БМРД)